# Ain Sokhna
Ain Sokhna, (arabiska: العين السخنة), arabiska för "het källa", är en ort i Suez guvernement, Egypten som fick namnet efter de närliggande svavelkällorna. Källornas ursprung är Gebel Ataka, det nordligaste berget i den Östra öknen. 
Ain Sokhna etablerades som en oljedepå då Suezkanalen var stängd för fartyg mellan 1967 och 1975 som följd av konflikten (Sexdagarskriget) mellan Egypten och Israel. Oljan pumpades istället via en landburen pipeline mellan Röda havet och Medelhavet. Ain Sokhna är den södra änden av den pipeline där oljefartygen pumpade i och ur sin olja, en verksamhet som fortsatte även efter Suezkanalen öppnades igen 1975.

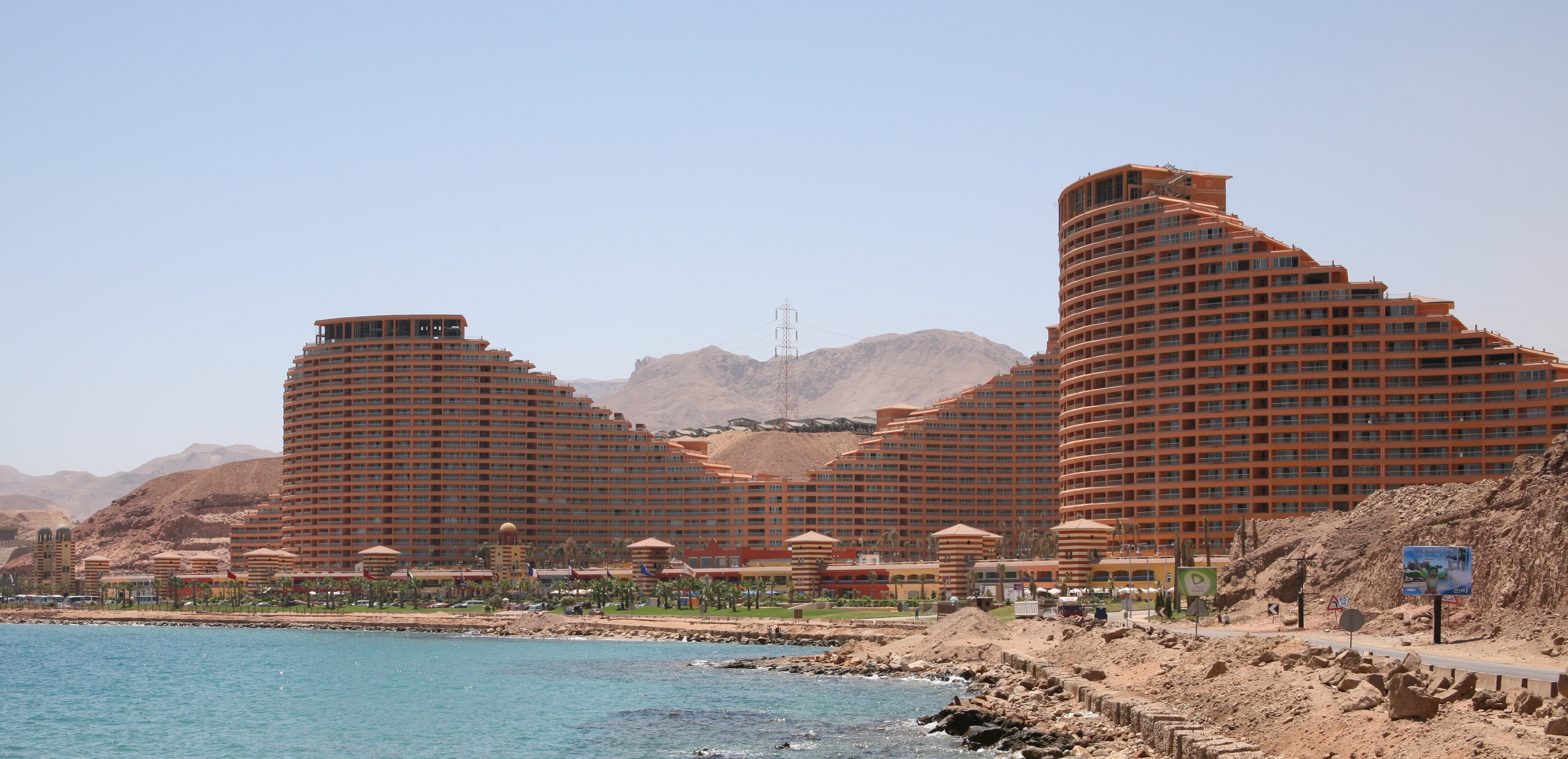
Ain Sokhna

Ain Sokhna ligger vid Suezviken cirka 12 mil öster om Kairo, cirka 5 mil söder om Suez och inom räckhåll för en dagsutflykt och utgör ett populärt veckoslutsmål med sina stränder. Suezviken utgör en del av Röda havet, den del som ligger väster om Sinaihalvön och erbjuder korallrev, delfiner, fiske plus andra vattensporter och är den havsbadort som ligger närmast Kairo.